# شیعیان تاجیکستان
درصد کمی از جمعیت تاجیکستان شیعه‌اند. به گزارش وزارت خارجهٔ آمریکا در سال ۲۰۰۹ میلادی، ۳٪ جمعیت این کشور شیعه و ۹۵٪ سنی بوده‌اند.
بخش اصلی شیعیان تاجیکستان پامیری‌های اسماعیلی‌مذهب از شاخهٔ نزاری‌اند. موطن اسماعیلیان پامیری ولایت مختار کوهستان بدخشان در کوهستان‌های شرقی تاجیکستان است و پایتخت فرهنگی و معنوی ایشان شهر خاروغ.